# 琉球大学財団
琉球大学財団（りゅうきゅうだいがくざいだん、The University of the Ryukyus Foundation）は、米国民政府布令第50号「琉球大学財団」に基づく法人である。琉球大学への資金援助や学生を対象にした奨学金事業を行うことを目的としており、ロックフェラー財団やアジア財団からも支援を受けていた。かつては琉球列島米国軍政府から譲渡された放送設備を保有しており、それを民間の放送会社に貸していた（1958年に琉球放送が設備を買収）。復帰直前に財団法人琉球大学後援財団に改組された。